# Allium libani
Allium libani es una especie de planta bulbosa geófita del género Allium, perteneciente a la familia de las amarilidáceas. Originaria de Oriente próximo en Siria y Líbano.

## Taxonomía
Allium libani fue descrita por  Pierre Edmond Boissier y publicado en Diagnoses Plantarum Orientalium Novarum 13: 26, en el año 1854.
Etimología
Allium: nombre genérico muy antiguo. Las plantas de este género eran conocidos tanto por los romanos como por los griegos. Sin embargo, parece que el término tiene un origen celta y significa "quemar", en referencia al fuerte olor acre de la planta. Uno de los primeros en utilizar este nombre para fines botánicos fue el naturalista francés Joseph Pitton de Tournefort (1656-1708).
libani: epíteto geográfico que alude a su localización en Líbano.